# بکانکور، کبک
بکانکور (به فرانسوی: Bécancour) شهرکی در منطقه شهری بکانکور ناحیه سانتر-دو-کبک در استان کبک کانادا است. در سرشماری سال ۲۰۱۱ این شهرک ۱۱٬۵۲۷ نفر جمعیت داشته‌است و مساحت آن ۴۳۴٫۲۸ کیلومتر مربع است.